# でも幸せならOKです

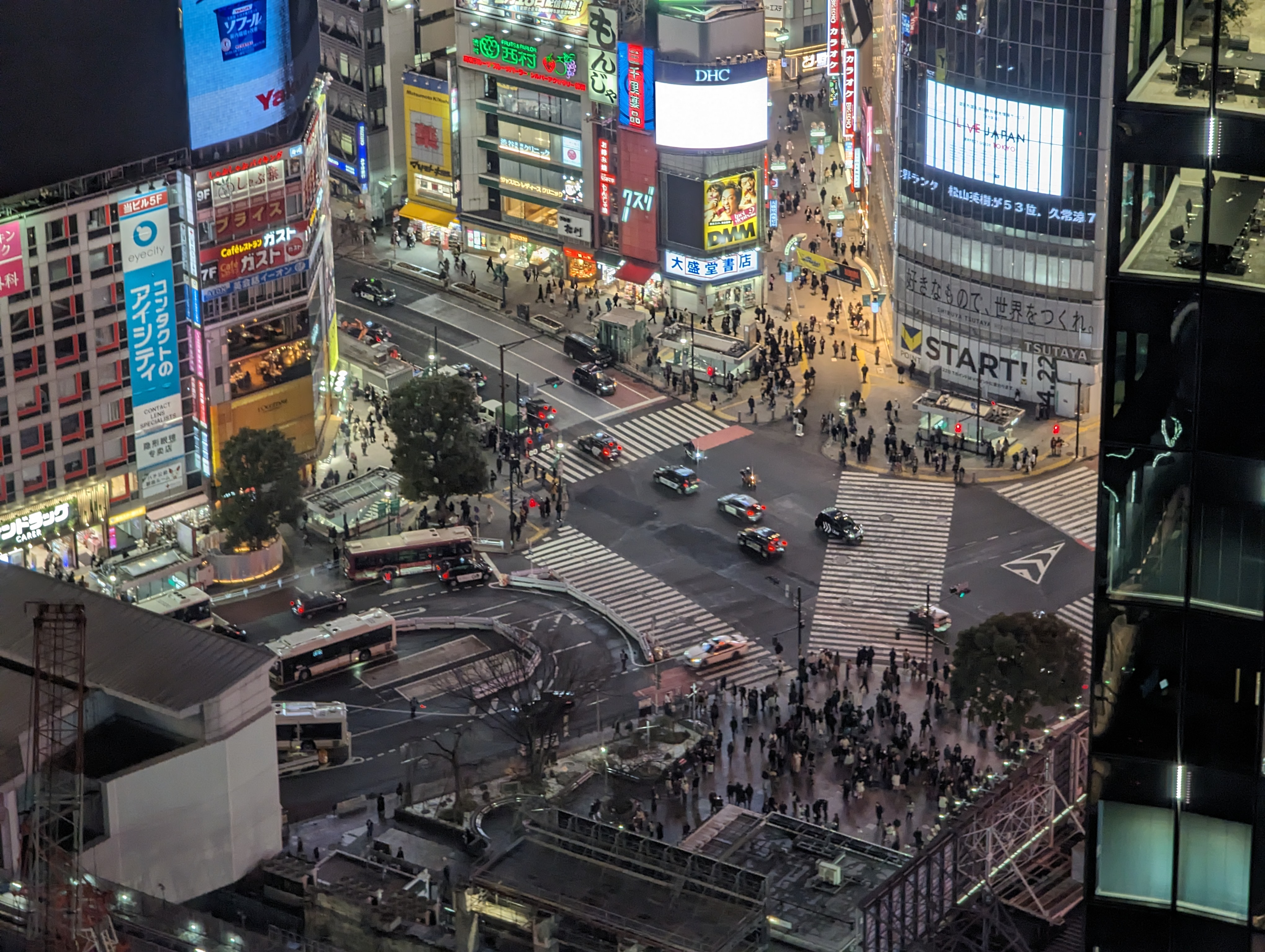
インタビューが行われた渋谷駅前

でも幸せならOKです（でもしあわせならオーケーです）、幸せならOKです（しあわせならオーケーです）は、日本のインターネット・ミーム。

## 概要
2017年5月16日の『報道ステーション』内で、当時の眞子内親王と小室圭の婚約報道に関する街頭インタビューに応じた男性が、大学受験期に眞子内親王の写真を携帯電話の待ち受け画面にしていたことを語り、「マジでショックです」と嘆きつつも、少し高めのテンションで 「まあ、でも幸せなら......OKです！」と、爽やかな笑顔で左手の親指を立てた様子が話題となり、その場面を切り取った画像がSNSで拡散され、「日本男児の鏡〔ママ〕」や、その後の諸騒動を踏まえて「この男性こそが結婚にふさわしい」といった高い評価を受けた。

## インタビュー回答者
この男性はインタビュー当時青山学院大学の2年生で、スキーサークルに所属していた。
妹の佳子内親王の国際基督教大学（ICU）編入が世間で話題になっているとき、進学先を考える中で、ICU卒業生である眞子内親王の画像を見つけ、「魅惑的できれい」と感じ、ICUに行けば、眞子内親王を見られる機会があるのではないかと妄想したという。高校生のときは、英語が苦手で、文系に転じて勉強した。眞子内親王の顔を見て自分を励ました結果、センター試験（当時）の英語の成績が8割を超えたため、眞子内親王には特別な想い入れがあるという。ICUは最終的に受験しなかったが、青山学院大学に進学した。2017年8月から12月までタイに留学し、フィールドワークを行った。
高校生のとき、周囲には「佳子内親王推し」が多くいたことが、直感で「眞子さま推し」になったという。高校生のときはAKB48の人気があり、携帯電話の待ち受け画面をアイドルにすることが流行しており、眞子内親王を待ち受け画像にする前はアイドルを待ち受け画像にしていた。携帯電話の待ち受け画像は、高校3年生の8月まで眞子内親王で、2017年9月現在の待ち受けは、タイに留学する前、友人と一緒に行ったディズニーランドの写真である。
『報道ステーション』のインタビュー時、この男性は誕生日を迎えた後で成人したばかりだった。サークルの飲み会（コンパ）が終わって歩いていたら、街頭インタビューが行われていたという。『行くしかない』と思い、大阪出身ということもあって「カメラがあったら出たい」とも考え、飛び込んだという。泥酔していたが、話した内容は覚えており、「ファンとして素直な気持ちがそのまま出てしまった」という。
2022年時点で、この男性は札幌在住であり、社会人として人材派遣の仕事をしている。「でも幸せならOKです」のフレーズを使うこともあるという。
この男性は、拡散されたインタビュー画像を友人とのLINEで使うことがあるという。

## その後・反応
NHK教育の『ねほりんぱほりん』公式SNSで、「でも幸せならOKです」のイラストが公開された。
マクドナルドの「ハワイやんバーガーシリーズ」のSNS上の広告で、「ハワイやんバーガーズ食べたいけど外は暑い…」「でもマックデリバリーならOKです」としてパロディされた。
ネットミーム「チャリで来た」に登場した男性は、ABEMA Primeで「昔はSNSのリプライに使えるような、ニュースのキャプション画像がよく使われた。『でも幸せならOKです』のように、リプライで使える画像と文字の組み合わせは、鉄板だ」とコメントした。
「（でも）幸せならOKです」は、転じて、アイドルの熱愛報道などに対するコメントとしても使われるようになっている。また、曲名やライトノベルの作品名としても使われている。

## 男性の出演コンテンツ
- 『報道ステーション』 - テレビ朝日、2017年5月16日
- 【本人登場】幸せならOKですの真相とは【青学Wフリー素材】 - バキ童チャンネル【ぐんぴぃ】（YouTube）